# Vuelta a España 1975
La 30.ª edición de la Vuelta a España se disputó del 22 de abril al 11 de mayo de 1975 con un recorrido de 3104 km dividido en un prólogo y 19 etapas, dos de ellas dobles, con inicio en Fuengirola y final en San Sebastián.
Participaron 90 corredores repartidos en 9 equipos, de los que sólo lograron finalizar la prueba 54 ciclistas.
El vencedor, Agustín Tamames, que se impuso en 5 etapas, cubrió la prueba a una velocidad media de 34,945 km/h, imponiéndose por solo 14 segundos sobre Domingo Perurena, segundo clasificado, tras arrebatarle el maillot amarillo en la última etapa, la contrarreloj de San Sebastián. En el podio les acompañó Miguel María Lasa, tercer clasificado y vencedor de la clasificación por puntos, el cual fue líder de la carrera durante 11 jornadas. Andrés Oliva se adjudicó la clasificación de la montaña. De las etapas disputadas, 9 fueron para corredores españoles.

## Etapas
| Etapa   | Fecha       | Recorrido                             | Km         | Ganador           | Líder             |
| Prólogo | 22 de abril | Fuengirola - Fuengirola               | 4,4 (CRI)  | Roger Swerts      | Roger Swerts      |
| 1.ª     | 23 de abril | Marbella - Marbella                   | 78         | Wilfried Wesemael | Roger Swerts      |
| 2.ª     | 24 de abril | Málaga - Granada                      | 143        | Miguel María Lasa | Miguel María Lasa |
| 3.ª     | 25 de abril | Granada - Almería                     | 179        | Agustín Tamames   | Miguel María Lasa |
| 4.ª     | 26 de abril | Almería - Águilas                     | 178        | Marino Basso      | Miguel María Lasa |
| 5.ª     | 27 de abril | Águilas - Murcia                      | 176        | Luc Leman         | Miguel María Lasa |
| 6.ª     | 28 de abril | Murcia - Benidorm                     | 217        | Marino Basso      | Miguel María Lasa |
| 7.ª     | 29 de abril | Benidorm - Benidorm                   | 8,3 (CRI)  | Miguel María Lasa | Miguel María Lasa |
| 8.ª     | 30 de abril | Benidorm - Puebla de Farnals          | 217        | Marino Basso      | Miguel María Lasa |
| 9.ª     | 1 de mayo   | Puebla de Farnals - Vinaroz           | 157        | Marino Basso      | Miguel María Lasa |
| 10.ª    | 2 de mayo   | Vinaroz - Cambrils                    | 173        | Marino Basso      | Miguel María Lasa |
| 11.ªa   | 3 de mayo   | Cambrils - Barcelona                  | 151        | Antonio Menéndez  | Miguel María Lasa |
| 11.ªb   | 3 de mayo   | Barcelona - Barcelona                 | 30,3       | Marino Basso      | Miguel María Lasa |
| 12.ª    | 4 de mayo   | Palma de Mallorca - Palma de Mallorca | 181        | Agustín Tamames   | Miguel María Lasa |
| 13.ª    | 5 de mayo   | Barcelona - Tremp                     | 189        | Domingo Perurena  | Domingo Perurena  |
| 14.ª    | 6 de mayo   | Tremp - Formigal                      | 233        | Agustín Tamames   | Domingo Perurena  |
| 15.ª    | 7 de mayo   | Jaca - Irache                         | 160        | Agustín Tamames   | Domingo Perurena  |
| 16.ª    | 8 de mayo   | Irache - Urkiola                      | 150        | Agustín Tamames   | Domingo Perurena  |
| 17.ª    | 9 de mayo   | Durango - Bilbao                      | 123        | Donald Allan      | Domingo Perurena  |
| 18.ª    | 10 de mayo  | Bilbao - Miranda de Ebro              | 186        | Hennie Kuiper     | Domingo Perurena  |
| 19.ªa   | 11 de mayo  | Miranda de Ebro - Beasáin             | 110        | Julien Stevens    | Domingo Perurena  |
| 19.ªb   | 11 de mayo  | San Sebastián - San Sebastián         | 31,7 (CRI) | Jesús Manzaneque  | Agustín Tamames   |

## Equipos participantes
| Equipo           | Jefe de filas      |
| Kas              | José Manuel Fuente |
| Frisol-GBC       | Fedor Den Hertog   |
| Alsaver - Jeunet | Eric Leman         |
| Super Ser        | Luis Ocaña         |
| Ijsboerke-Colner | Roger Swerts       |

| Equipo                 | Jefe de filas       |
| Sport Lisboa e Benfica | Fernando Mendes     |
| Magniflex              | Marino Basso        |
| Monteverde             | José Luis Abilleira |
| Coelima                | José Martins        |

## Clasificaciones
En esta edición de la Vuelta a España se diputaron cinco clasificaciones que dieron los siguientes resultados:
| \| 1. \| Agustín Tamames \| España \| SUP \| 88h 00' 56" \| \| \| 2. \| Domingo Perurena \| España \| KAS \| + 14" \| \| \| 3. \| Miguel María Lasa \| España \| KAS \| + 34" \| \| \| 4. \| Luis Ocaña \| España \| SUP \| + 1' 34" \| \| \| 5. \| Hennie Kuiper \| Holanda \| FRI \| + 2' 29" \| \| \| 6. \| Fernando Mendes \| Portugal \| SLB \| + 5' 50" \| \| \| 7. \| Giuseppe Perletto \| Italia \| MAG \| + 5' 55" \| \| \| 8. \| José Martins \| Portugal \| COE \| + 6' 53" \| \| \| 9. \| Santiago Lazcano \| España \| SUP \| + 7' 26" \| \| \| 10. \| Jesús Manzaneque \| España \| MON \| + 7' 57" \| \| |                   |          |     |             |  |
| 1. | Agustín Tamames   | España   | SUP | 88h 00' 56" |  |
| 2. | Domingo Perurena  | España   | KAS | + 14"       |  |
| 3. | Miguel María Lasa | España   | KAS | + 34"       |  |
| 4. | Luis Ocaña        | España   | SUP | + 1' 34"    |  |
| 5. | Hennie Kuiper     | Holanda  | FRI | + 2' 29"    |  |
| 6. | Fernando Mendes   | Portugal | SLB | + 5' 50"    |  |
| 7. | Giuseppe Perletto | Italia   | MAG | + 5' 55"    |  |
| 8. | José Martins      | Portugal | COE | + 6' 53"    |  |
| 9. | Santiago Lazcano  | España   | SUP | + 7' 26"    |  |
| 10. | Jesús Manzaneque  | España   | MON | + 7' 57"    |  |

| \| 1. \| Miguel María Lasa \| España \| KAS \| 249 puntos \| \| 2. \| Agustín Tamames \| España \| SUP \| 188 puntos \| \| 3. \| Domingo Perurena \| España \| KAS \| 160 puntos \| |                   |        |     |            |
| 1. | Miguel María Lasa | España | KAS | 249 puntos |
| 2. | Agustín Tamames   | España | SUP | 188 puntos |
| 3. | Domingo Perurena  | España | KAS | 160 puntos |

| \| 1. \| Andrés Oliva \| España \| KAS \| 117 puntos \| \| 2. \| Pedro Torres \| España \| SUP \| 112 puntos \| \| 3. \| Luis Ocaña \| España \| SUP \| 60 puntos \| |              |        |     |            |
| 1. | Andrés Oliva | España | KAS | 117 puntos |
| 2. | Pedro Torres | España | SUP | 112 puntos |
| 3. | Luis Ocaña   | España | SUP | 60 puntos  |

| \| 1. \| Fernando Mendes \| Portugal \| SLB \| 32 puntos \| |                 |          |     |           |
| 1.                                                          | Fernando Mendes | Portugal | SLB | 32 puntos |

| \| 1. \| Kas \| España \| KAS \| 261h 46' 39" \| |     |        |     |              |
| 1.                                               | Kas | España | KAS | 261h 46' 39" |